# گودریچ (تگزاس)
گودریچ، تگزاس (به انگلیسی: Goodrich, Texas) یک شهر در ایالات متحده آمریکا با جمعیت ۲۴۳ نفر است که در تگزاس واقع شده‌است.